# Banco del Estado del Imperio ruso
El Banco de Estado del Imperio ruso (del ruso: Государственный банк Российской Империи) era el principal banco del Imperio ruso de 1860 a 1917. El banco está considerado como el predecesor del Banco Central de la Federación Rusa que hace las funciones de banco central de Rusia.

## Historia
El Banco del Estado fue creado el 31 de mayo de 1860 como banco comercial de Estado por ukase del emperador Alejandro II. El decreto definía igualmente el estatus del banco: el banco de Estado debía acordar créditos a corto plazo a empresas comerciales e industriales.
A principios de 1917, el banco comprendía 11 sucursales, 133 oficinas permanentes y 5 temporales así como una red de 42 agencias. El 17 de noviembre de 1917, el Banco de Estado fue disuelto y remplazado por el Banco del Pueblo de Rusia (hasta 1922) y después por el Banco del Estado de la URSS (hasta 1991). Después de la disolución de la Unión de Repúblicas Socialistas Soviéticas en 1991, fue creado un nuevo banco central: el Banco Central de la Federación Rusa.

## Gobernadores del Banco del Estado
- 1860-1866: Alexander von Stieglitz
- 1866-1881: Ievgenï Lamanskiy
- 1881-1889: Alexei Tsimsen
- 1889-1894: Yuliy Zhoukovskiy
- 1894-1903: Édouard Pleske
- 1903-1909: Sergei Timashev
- 1909-1914: Aleksei Konshin
- 1914-1917: Ivan Shipov